# Place de l’Alma
Die Place de l’Alma ist ein Verkehrsknotenpunkt vor der Straßenbrücke Pont de l’Alma und liegt somit im 8. und 16. Arrondissement von Paris.
Der Platz entstand durch das Dekret vom 6. März 1858 und wurde durch ein weiteres Dekret vom 9. März 1897 zwischen der Avenue de New York und der Avenue Président Wilson eingerichtet. Der Platz dient vor allem dem Verkehrsfluss, weshalb die Fußgänger auf Wege an die Randzone „verdrängt“ wurden. Die Plätze Place de la Reine Astrid (im Osten) und Place Diana (im Westen) schließen sich an. 

## Namensursprung
Wie auch die anschließende Brücke erhielt der Platz den Namen zur Erinnerung an die Schlacht an der Alma (1854) während des Krimkriegs.

## Sehenswürdigkeiten
Berühmt ist der Platz wegen der Flamme der Freiheit, einer Nachbildung der Fackel der Freiheitsstatue. Dieses 1987 von der Tageszeitung Herald Tribune gestiftete Kunstwerk steht zwischen dem Platz und dem Anfang der Brücke mit Blick auf den Tunnel, in dem Prinzessin Diana am 31. August 1997 bei einem Autounfall ums Leben kam. Seitdem dient es vielen Bewunderern der Prinzessin als inoffizielles „Lady Di“-Denkmal. Dieser Bereich wurde 2018 offiziell zur Place Diana. 

## In der Literatur und der Kunst
- Im Roman Les Sultans von Christine de Rivoyre wird eine Szene in einem Verkehrsstau auf diesem Platz geschildert.
- In der ersten Szene des Films Les Petits mouchoirs (2010) von Guillaume Canet verlässt Ludo, die von Jean Dujardin gespielte Figur, den Nachtclub Le Baron[2] und überquert die Place de l’Alma auf einem Roller in Richtung Avenue Rapp.

Im Jahr 1900 organisierte Rodin eine Retrospektive seiner Werke in der Exposition Universelle in einem eigens für die Ausstellung erbauten Pavillon auf der Place de l’Alma, die zu einem Wendepunkt in seiner Karriere werden sollte.